# Vol West Air Sweden 294
Le vol West Air Sweden 294 était un vol cargo régulier, assuré par un Bombardier CRJ200 de la compagnie suédoise West Air Sweden, reliant Oslo à Tromsø, en Norvège, qui s'est écrasé le 8 janvier 2016. Un dysfonctionnement au niveau d'une des unités de référence à inertie (en) a produit des indications d'attitude erronées sur l'un des horizons artificiels de l'avion. L'équipage a ensuite subi une désorientation spatiale, laissant la situation leur échapper et amenant à la perte de contrôle de l'avion. Les deux pilotes, les seules personnes présentes à bord, ont été tués sur le coup lors du crash.

## Avion et équipage

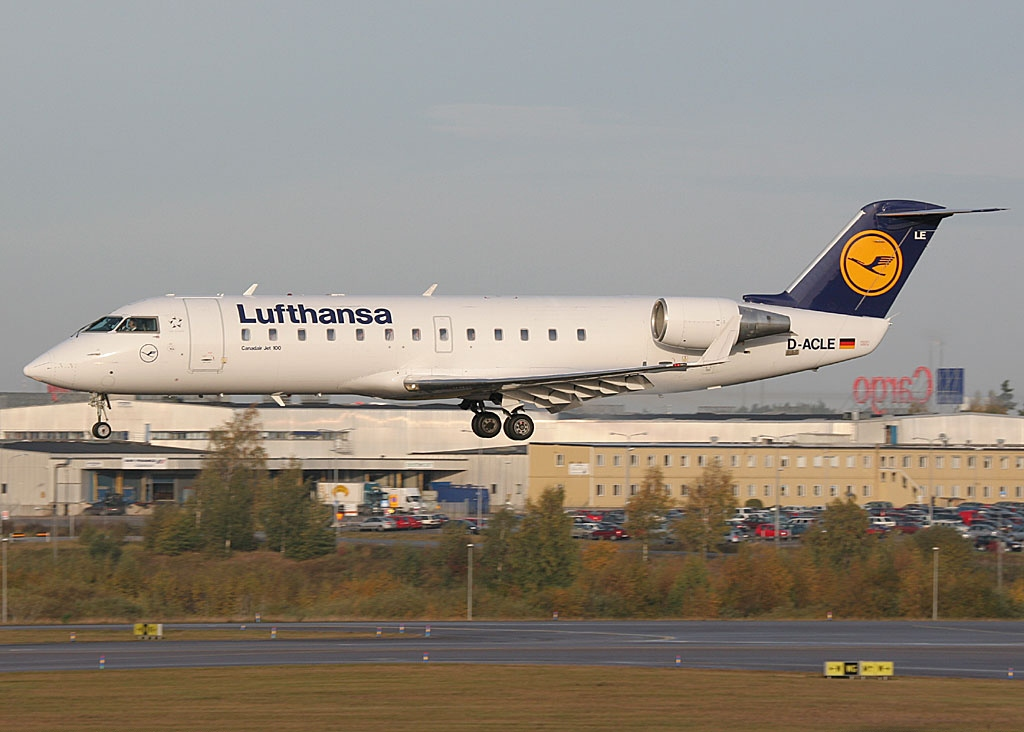
L'appareil accidenté, alors en service pour Lufthansa CityLine, ici photographié à l'aéroport de Stockholm-Arlanda en octobre 2005.

L'avion a été construit en 1993 et a été exploité par Lufthansa CityLine sous l'immatriculation de D‑ACLE jusqu'à la fin de l'année 2006. Il porte le numéro de série du fabricant (MSN) 7010 et deux moteurs General Electric CF34-3B1. L’appareil a ensuite subi une conversion en version fret, nommée CRJ200-PF (« Package Freighter »). L’avion était exploité par West Air Sweden depuis 2007 avec l'immatriculation SE-DUX. Au moment de l’accident, il totalisait plus de 38 600 heures de vol,.
Le commandant de bord espagnol, âgé de 42 ans, totalisait environ 3 200 heures de vol, dont 2 016 sur ce type d'appareil. L'officier pilote de ligne français, âgé de 34 ans, comptait 3 050 heures de vol, dont 900 sur ce type d'appareil.

## Vol
L’avion a décollé de l’aéroport d’Oslo-Gardermoen à 23 h 11 heure locale en direction de l’aéroport de Tromsø, dans le nord de la Norvège. L'avion transportait 4,5 tonnes de courrier. En croisière au niveau de vol FL330 et à environ 23 h 31, l’avion a émis un appel Mayday avant que les communications et le suivi radar ne soient perdus par le contrôle de la circulation aérienne.
Le service de suivi des aéronefs Flightradar24 a indiqué que l'avion avait perdu 6 485 mètres (21 275 pieds) d'altitude sur une période de 60 secondes à 00 h 18, sur la base des données transmises par le transpondeur de l'aéronef.

## Recherches

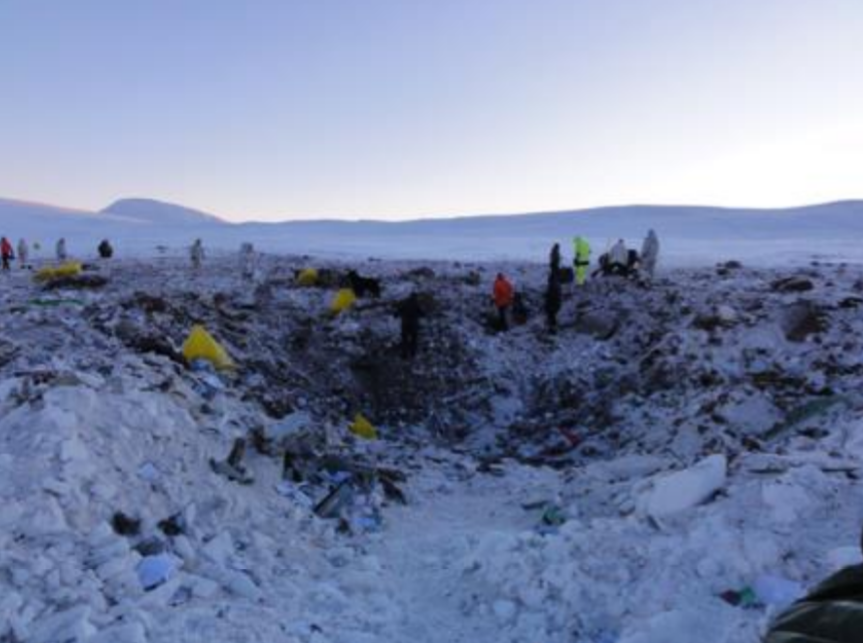
Le site de l'accident du vol West Air Sweden 294.

Les autorités norvégiennes et suédoises ont immédiatement lancé des opérations de recherches pour retrouver le vol 294 et ont finalement découvert l'épave de l'avion à 3 h 10 du matin. 
Le lieu de l'accident était situé à une altitude de 1 000 mètres (3 300 pieds) dans une région isolée près du lac Akkajaure, à environ 10 kilomètres de la frontière norvégienne. 
Les restes de l'avion étaient répartis dans un cercle d'environ 50 mètres, soit un diamètre très peu étendu, ce qui indique que l'avion a subi un impact très violent avec le sol.

## Enquête

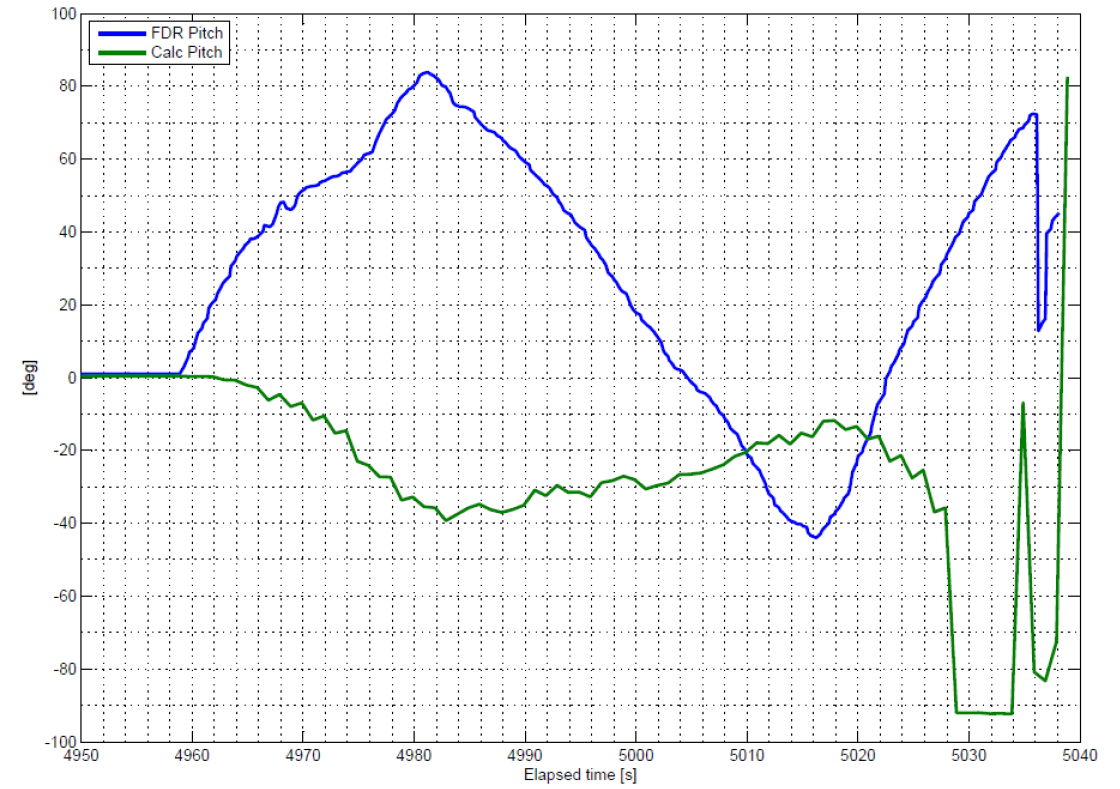
Diagramme indiquant la différence entre les données d'angle de tangage fournies par l'enregistreur de paramètres (FDR) du vol 294 et celles calculées par les enquêteurs.

Le Statens haverikommission (SHK) a immédiatement ouvert une enquête sur l'accident. Le 9 janvier 2016, l'enregistreur de données de vol (FDR) a été trouvé gravement endommagé, ainsi que des pièces de l'enregistreur vocal du poste de pilotage (CVR). L'unité n'était toutefois pas intacte et la partie contenant les fonctions de mémoire était manquante. Le lendemain, les parties manquantes du CVR ont été retrouvées, aux côtés de restes humains.
Le 12 janvier, le SHK déclare que l'appel de détresse des pilotes contenait le mot « Mayday » répété, sans autres informations. Le 26 janvier, les enquêteurs déclarent avoir réussi à analyser et à lire les données des enregistreurs de vols.

Le 9 mars, dans son rapport préliminaire, le SHK déclare :
17 secondes après le début de la panne, la vitesse maximale de vol (VMO) de 315 nœuds (583 km/h) est dépassée. L'avertissement de survitesse s'active alors.
16 secondes plus tard, le copilote transmet un message « Mayday », confirmé par le contrôleur. La vitesse indiquée a ensuite dépassé 400 nœuds (741 km/h) et la compensation du stabilisateur (Trim) a été réactivée et réduite à 0,3 degré en piqué. Le commandant de bord a alors appelé « Mach trim », après quoi la puissance du moteur a été réduite au ralenti.

Par la suite, la dernière valeur valide du FDR indique que la vitesse a continué d'augmenter jusqu'à  508 nœuds (941 km/h), tandis que les valeurs d'accélération verticale étaient positives, avec des valeurs maximales d'environ + 3 G.

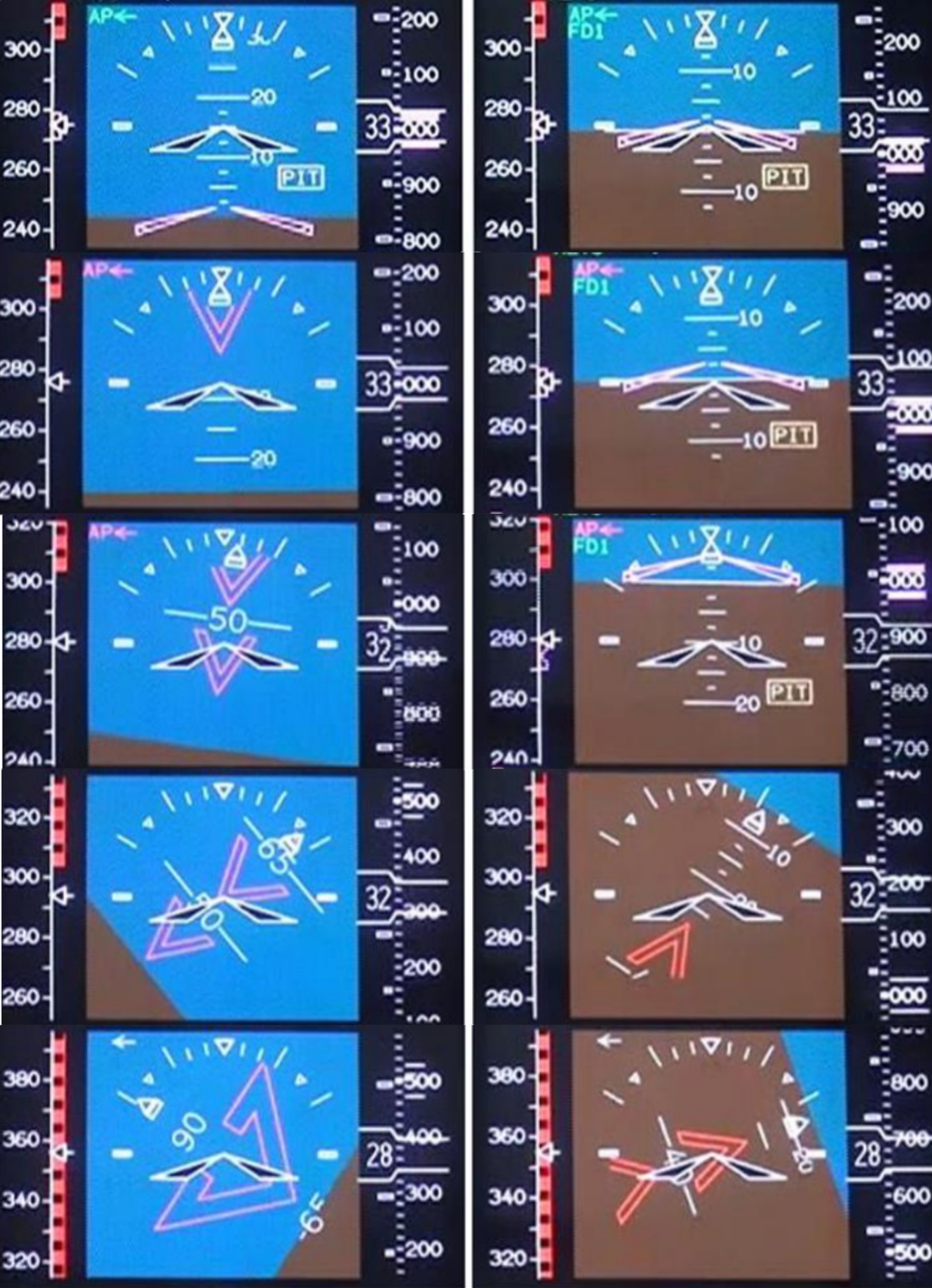
Reconstitution des indications des deux horizons artificiels lors de l'évènement qui a amené à la chute de l'avion. À droite, l'horizon artificiel du copilote, qui affichait l'avion dans une position stable et en palier. À gauche, l'horizon artificiel du commandant qui indiquait, à cause d'une erreur dans la centrale inertielle, que l'avion montait subitement. Dans la nuit noire, le commandant a appliqué un mouvement à piquer sur l'avion car son instrument lui montrait, à tort, qu'il montait dangereusement. Le piqué déclenché est visible sur l'instrument du copilote, qui affichait les bonnes informations.

L'enchaînement des évènements a été complexe à être élucidé par les enquêteurs. Pour une raison indéterminée par l'enquête, la centrale inertielle (qui fournit des indications aux instruments des pilotes) numéro 1 (celle relié aux instruments du commandant de bord ainsi qu'à l'enregistreur de paramètres), a dysfonctionné durant le vol. Subitement, elle a affiché une assiette à cabrer sur l'horizon artificiel du commandant de bord, alors que l'avion était parfaitement stable et en palier. 
Le commandant a alors effectué une action à piquer sur le manche pour retrouver la position en palier, qui était perdu selon son instrument. Or, dans la réalité, l'appareil commence à s'incliner rapidement vers le sol. L'appareil plonge a plus de 940 km/h, fortement incliné et presque sur le dos. Lorsque l'avion a atteint plus de 40 degrés d'inclinaison, l'alarme « Bank Angle », qui indique une inclinaison trop importante, a commencé à retentir. 
Cependant, cette alarme est reliée à la centrale inertielle numéro 2, qui fournit des informations sur les instruments du copilote. Il est donc probable que seul l'instrument du commandant de bord était défaillant, mais que les pilotes n'ont pas vérifié leurs informations, et que le copilote n'a pas suffisamment réagi pour empêcher l'accident, alors qu'il avait probablement les bonnes informations sous ses yeux. 
Se retrouvant rapidement dans une situation critique, désorientés, et ne pouvant distinguer l'horizon dans la nuit noire, les pilotes se retrouvent paralysés par la force d'impesanteur provoquée par le piqué brutal et la vitesse importante de l'avion.

Le rapport final de l'enquête a été publié le 12 décembre 2016, qui a abouti à la conclusion suivante :
L'accident est dû à des conditions de gestion d'une défaillance d'un système insuffisantes de la part de l'équipage. Les facteurs contributifs ont été :
- l'absence d'un système efficace de communication entre les pilotes dans les situations anormales et d'urgence ;
- le système de bord n’a pas fourni d’indications suffisantes aux pilotes sur les défaillances survenues ;
- la manœuvre initiale qui a entraîné une charge de G négative a probablement affecté la capacité des pilotes à gérer la situation de manière rationnelle.

14 recommandations de sécurité ont été émises par le SHK à la suite de l'accident et de la publication du rapport final(p81-82),.

## Médias
L'accident a fait l'objet d'un épisode dans la série télévisée Air Crash nommé « Angle d'attaque impossible » (saison 20 - épisode 2).